# Theo Mohwinkel
Theo Mohwinkel (ur. 22 listopada 2002) – niemiecki siatkarz, reprezentant Niemiec, grający na pozycji przyjmującego. 
Zaczął grać w siatkówkę w wieku 10 lat. Zaczynał grę na boisku jako rozgrywający.

## Sukcesy klubowe
Puchar CEV:
- 2024[4]

Liga niemiecka:
- 2025[5]

## Statystyki

### Rozegrane mecze wLidze Mistrzów (2024/2025)
| Rozegrane mecze | Rozegrane mecze   | Rozegrane mecze            | Roz. sety | Punkty   | Zagrywka | Zagrywka | Zagrywka | Przyjęcie | Przyjęcie | Przyjęcie | Przyjęcie | Atak     | Atak     | Atak     | Atak     | Atak     | Blok     | Raport |
| Runda           | Wynik             | Przeciwnik                 | Roz. sety | Punkty   | Suma     | SP       | As       | Suma      | SP        | %dokł     | %perf     | Suma     | SP       | AZ       | ZPA      | %perf    | Blok     | Raport |
| --------------- | ----------------- | -------------------------- | --------- | -------- | -------- | -------- | -------- | --------- | --------- | --------- | --------- | -------- | -------- | -------- | -------- | -------- | -------- | ------ |
| Faza grupowa    | 3:2               | Chaumont VB 52 Haute-Marne | 5         | 15       | 16       | 3        | 0        | 24        | 0         | 79%       | 42%       | 29       | 3        | 3        | 15       | 52%      | 0        | raport |
| Faza grupowa    | 3:1               | Lewski Sofia               | 4         | 14       | 17       | 1        | 1        | 22        | 2         | 32%       | 14%       | 23       | 1        | 3        | 12       | 52%      | 1        | raport |
| Faza grupowa    | 1:3               | Jastrzębski Węgiel         | 4         | 17       | 12       | 3        | 0        | 26        | 2         | 50%       | 19%       | 34       | 2        | 1        | 17       | 50%      | 0        | raport |
| Faza grupowa    | 3:0               | Lewski Sofia               | 3         | 13       | 11       | 2        | 0        | 15        | 3         | 53%       | 13%       | 19       | 2        | 1        | 13       | 68%      | 0        | raport |
| Faza grupowa    | 0:3               | Chaumont VB 52 Haute-Marne | 3         | 13       | 9        | 2        | 2        | 27        | 1         | 48%       | 11%       | 28       | 2        | 3        | 11       | 39%      | 0        | raport |
| Faza grupowa    | 0:3               | Jastrzębski Węgiel         | 3         | 13       | 8        | 1        | 0        | 25        | 3         | 40%       | 12%       | 32       | 4        | 2        | 12       | 38%      | 1        | raport |
| Runda play-off  | 3:2               | Berlin Recycling Volleys   | Nie grał  | Nie grał | Nie grał | Nie grał | Nie grał | Nie grał  | Nie grał  | Nie grał  | Nie grał  | Nie grał | Nie grał | Nie grał | Nie grał | Nie grał | Nie grał | raport |
| Runda play-off  | 2:3               | Berlin Recycling Volleys   | 5         | 16       | 16       | 2        | 1        | 35        | 1         | 57%       | 40%       | 38       | 2        | 3        | 15       | 39%      | 0        | raport |
| Runda play-off  | Złoty set - 15:13 | Berlin Recycling Volleys   | 5         | 16       | 16       | 2        | 1        | 35        | 1         | 57%       | 40%       | 38       | 2        | 3        | 15       | 39%      | 0        | raport |
| Ćwierćfinały    | 0:3               | Aluron CMC Warta Zawiercie | 3         | 8        | 7        | 2        | 0        | 13        | 2         | 31%       | 23%       | 18       | 2        | 3        | 8        | 44%      | 0        | raport |
| Ćwierćfinały    | 1:3               | Aluron CMC Warta Zawiercie | 4         | 0        | 0        | 0        | 0        | 20        | 2         | 45%       | 20%       | 2        | 1        | 0        | 1        | 50%      | 0        | raport |
| Razem           | Razem             | 10                         | 34        | 109      | 96       | 16       | 4        | 207       | 16        | 48%       | 21%       | 223      | 19       | 19       | 104      | 48%      | 2        | -      |